# Strada nazionale 52 del Valico del Cerreto
La strada nazionale 52 del Valico del Cerreto era una strada nazionale del Regno d'Italia, che congiungeva Guastalla ad Aulla, superando l'Appennino Tosco-Emiliano in corrispondenza del passo del Cerreto.
Venne istituita nel 1923 con il percorso "Innesto presso Guastalla con la nazionale n. 51 - Reggio Emilia - Castelnuovo Monti - Aulla".
Nel 1928, in seguito all'istituzione dell'Azienda Autonoma Statale della Strada (AASS) e alla contemporanea ridefinizione della rete stradale nazionale, il suo tracciato costituì per intero la strada statale 63 del Valico di Cerreto.